# Далгеті-Бей
Далге́ті-Бе́й (англ. Dalgety Bay) — містечко на сході Шотландії, в області Файф.
Населення міста становить 10 100 осіб (2006).